# Marek Skurczyński
Marek « Tuptuś » Skurczyński, né le 21 août 1951 à Wałbrzych, est un footballeur polonais. Il a occupé durant sa carrière le poste de défenseur ou de milieu de terrain.

## Biographie

### Fait ses armes au Zagłębie Wałbrzych
Fils de footballeur, Marek Skurczyński commence à taper dans un ballon au Zagłębie Wałbrzych, où son père s'occupe de la formation depuis déjà plusieurs années. En 1969, il intègre l'équipe première, mais à seulement dix-huit ans, doit attendre quelques mois avant de jouer son premier match de première division. Assez grand, il est placé en défense, et se fait sa place dans le onze de départ. Au fil des saisons, Skurczyński change de position et avance sur le terrain, devenant milieu de terrain, voire attaquant. Il connaît l'âge d'or du Zagłębie Wałbrzych, qualifié pour la Coupe UEFA en 1972 et aux avant-postes en I Liga. Très bon de la tête, il marque la plupart de ses buts sur coup de pied arrêté, et joue une trentaine de matches par saison, étant devenu le maillon essentiel de son équipe, jusqu'à son départ en 1978, après la chute du club.

### Prend une autre dimension au Lech Poznań
Troisième lors de la saison 1977-1978, le Lech Poznań, qualifié pour la Coupe UEFA, cherche plusieurs renforts, et jette son dévolu sur Marek Skurczyński. Pour devancer les autres clubs intéressés, Poznań lui offre des études en génie électrique, et lui propose de jouer au milieu de terrain. Dès son arrivée, le joueur devient titulaire indiscutable, mais ne peut empêcher le mauvais classement de son équipe. Devenu capitaine, il ne parvient pas à redresser la barre collectivement les saisons suivantes, mais marque quand même l'histoire de son club. En effet, le 23 août 1980, il inscrit le premier but sur la pelouse du nouveau stade municipal de Poznań, face au Motor Lublin lors de la deuxième journée du championnat. La saison suivante, Tuptuś remporte la Coupe de Pologne, opposé au Pogoń Szczecin, mais décide tout de même de quitter le club. Jouant quatre matches en tout début de saison 1982-1983, il a droit au titre honorifique de champion de Pologne, même parti avant l'hiver, avec au compteur cent-vingt-huit rencontres disputées et vingt-six buts marqués.

### Part définitivement en Suède
À l'âge de trente-et-un ans, en 1983, Skurczyński décide de partir en Suède. Il joue cinq saisons au Trelleborgs FF, en première et deuxième division, avant de devenir entraîneur et de travailler en tant qu'adjoint au Gefle IF et au Kristianstad FF. Installé en Scandinavie, il devient le manager du Nosaby IF, club de cinquième division, puis du KFF.

## Palmarès
- Vainqueur de la Coupe de Pologne : 1982
- Champion de Pologne : 1983